# Clément Cyriaque de Mangin
Clément Cyriaque de Mangin, auch Demangin (* 1570 in Gigny-sur-Saône; † 26. Oktober 1642 in Paris) war ein französischer Mathematiker und Astronom.

## Leben
Er studierte alte Sprachen (Latein, Griechisch, Hebräisch) am Collège von Chalon-sur-Saône und brillierte als Student. Danach war er Präzeptor bei Seigneur de Seville, der später Strafrichter in Chalone war. Er ging nach Paris, wo er Mathematik, Philosophie und Theologie studierte. Danach war er häufig auf Reisen in Europa (Italien, Deutschland, Niederlande, Polen), zwischen denen er aber immer wieder in seiner Heimatgemeinde erschien (mehrfacher Eintrag als Pate bei Taufen im Kirchenbuch von 1601 bis 1625). Schließlich ließ er sich in Paris nieder, wo er Mathematik am Collège de Bourgogne unterrichtete. In Paris wurde er von Jacques Du Perron patroniert. Mit ihm reist er auch nach Italien und wurde in Bologna in Medizin promoviert (ohne dass er Gebühren zahlen musste, was für besondere Anerkennung sprach).
Er dichtete, befasste sich mit Astronomie und Kartografie.
Denis Henrion gab 1616 die Problemata duo nobilissima heraus, in denen De Mangin die Lösungen von Problemen von Regiomontanus und Pedro Nunes durch  François Viète und Marin Getaldić kritisiert. Daraus entspann sich ein Disput zwischen Getaldic und Alexander Anderson (ein schottischer Mathematiker in Paris, der an der Herausgabe der Werke von Viète arbeitete).
1902 wurde an der Kapelle in Gigny ein Gedenkstein für ihn angebracht und ein Platz in Gigny ist nach ihm benannt. Der ehemalige Bürgermeister  von Gigny Julien Crepet verfasste auch 1902 ein Manuskript zu De Mangin. Von Mangin selbst sind keine Schriften oder Briefe bekannt.
Mehrere Zeitgenossen (wie Claude Hardy) identifizierten ihn mit Denis Henrion und Pierre Hérigone, da sie Erkenntnisse von De Mangin in deren Schriften fanden, sie sind aber nicht identisch.